# Port lotniczy Stambuł

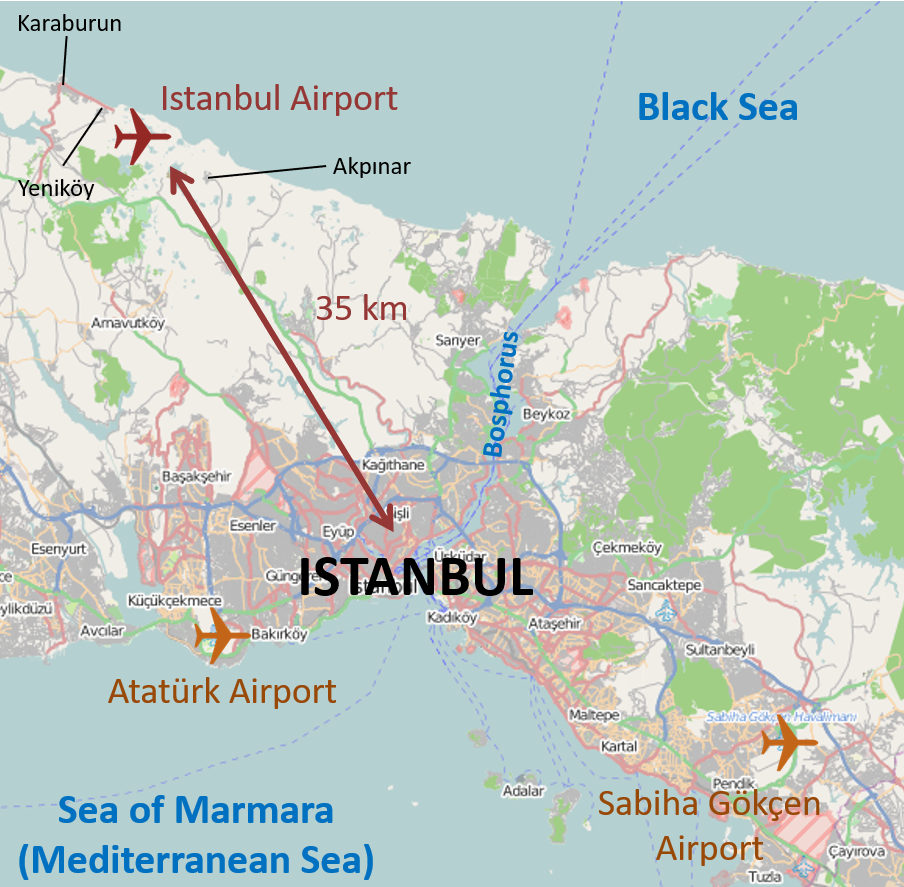
Położenie nowego portu na mapie Stambułu i odległość do centrum miasta

Port lotniczy Stambuł (tur. İstanbul Yeni Havalimanı, kod IATA: IST, kod ICAO: LTFM) – główny międzynarodowy port lotniczy obsługujący Stambuł, największy w Turcji pod względem powierzchni, obsłużonych pasażerów i wykonywanych operacji lotniczych. Znajduje się w dzielnicy Arnavutköy, po europejskiej stronie miasta, w odległości ok. 35 km od jego centrum. W 2023 lotnisko obsłużyło ponad 76 milionów pasażerów, co uplasowało je na 7 miejscu na świecie i 2 w Europie. 
Wszystkie regularne i komercyjne loty pasażerskie zostały przeniesione z lotniska Atatürka w dniu 6 kwietnia 2019 roku, po jego zamknięciu dla wszystkich regularnych połączeń pasażerskich. Kod portu „IST” również przeniesiono do nowego lotniska. Po zakończeniu budowy wszystkich etapów w 2025 roku, według zapowiedzi port będzie w stanie obsłużyć 200 milionów pasażerów. 

## Linie lotnicze i połączenia
W 2025 lotnisko oferuje bezpośrednie połączenia do 315 portów lotniczych w 117 krajach na całym świecie:
| Linia lotnicza                  | Kierunek |
| ------------------------------- | --- |
| Aegean Airlines                 | 1. Ateny Sezonowo: 1. Heraklion 2. Mykonos 3. Rodos 4. Santoryn |
| Aerofłot                        | 1. Moskwa-Szeremietiewo 2. Sankt Petersburg 3. Soczi 4. Jekaterynburg |
| Afriqiyah Airways               | 1. Misrata 2. Trypolis |
| Air Albania                     | 1. Tirana |
| Air Algerie                     | 1. Algier 2. Annaba 3. Konstantyna 4. Oran |
| Air Arabia                      | 1. Rabat 2. Szardża |
| Air Astana                      | 1. Ałmaty 2. Astana 3. Atyrau |
| Air Baltic                      | 1. Ryga |
| Air Cairo                       | 1. Szarm el-Szejk |
| Air China                       | 1. Pekin |
| Air Europa                      | 1. Madryt |
| Air France                      | 1. Paryż-Charles de Gaulle |
| Air Montenegro                  | 1. Podgorica 2. Tivat |
| Air Samarkand                   | 1. Samarkanda |
| Air Serbia                      | 1. Belgrad 2. Kraljevo 3. Nisz |
| Air Transat                     | 1. Toronto-Pearson (od 6 grudnia 2025) |
| All Nippon Airways              | 1. Tokio-Haneda |
| Ariana Afghan Airlines          | 1. Kabul |
| Asiana Airlines                 | 1. Seul-Inczon |
| ATA Airlines                    | 1. Tebriz 2. Teheran-Imam Khomeini |
| Azerbaijan Airlines             | 1. Baku |
| AZIMUT                          | 1. Mineralne Wody 2. Soczi |
| Belavia                         | 1. Mińsk |
| Berniq Airways                  | 1. Bengazi 2. Trypolis |
| British Airways                 | 1. Londyn-Heathrow |
| Caspian Airlines                | 1. Tebriz 2. Teheran-Imam Khomeini |
| China Eastern Airlines          | 1. Szanghaj-Pudong |
| China Southern Airlines         | 1. Kanton 2. Pekin-Daxing 3. Urumczi |
| Croatia Airlines                | Sezonowo: 1. Split |
| Crown Airlines                  | 1. Trypolis |
| EasyJet                         | 1. Bristol 2. Manchester |
| EgyptAir                        | 1. Aleksandria 2. Kair |
| Emirates                        | 1. Dubaj |
| Ethiopian Airlines              | 1. Addis Abeba |
| Etihad Airways                  | 1. Abu Zabi |
| European Air Charter            | Czartery: 1. Sofia |
| flyadeal                        | 1. Dżudda 2. Rijad |
| FlyArystan                      | 1. Aktau |
| Fly Bagdad                      | 1. Bagdad (zawieszone) 2. Irbil (zawieszone) 3. Kirkuk (zawieszone) |
| Flydubai                        | 1. Dubaj |
| FlyErbil                        | 1. Irbil |
| Flynas                          | 1. Rijad |
| FlyOne                          | 1. Kiszyniów |
| FlyOne Armenia                  | 1. Erywań |
| Fly Oya                         | 1. Trypolis |
| Ghadames Air Transport          | 1. Trypolis |
| Gulf Air                        | 1. Bahrajn |
| HiSky                           | 1. Kiszyniów |
| Icelandair                      | 1. Reykjavík-Keflavík (od 5 września 2025) |
| IndiGo Airlines                 | 1. Delhi 2. Mumbaj |
| IrAero                          | 1. Machaczkała 2. Moskwa-Domodiedowo 3. Soczi 4. Ufa |
| Iran Air                        | 1. Isfahan 2. Teheran-Imam Khomeini |
| Iran Air Tours                  | 1. Meszhed 2. Sziraz 3. Tebriz 4. Teheran-Imam Khomeini |
| Iran Aseman Airlines            | 1. Teheran-Imam Khomeini |
| Iraqi Airways                   | 1. Bagdad 2. Basra 3. Irbil 4. Kirkuk 5. Nadżaf 6. Sulajmanijja |
| Jazeera Airways                 | 1. Kuwejt |
| Jordan Aviation                 | 1. Amman |
| Kam Air                         | 1. Kabul |
| Karun Airlines                  | 1. Ahwaz |
| KLM                             | 1. Amsterdam |
| Korean Air                      | 1. Seul-Inczon |
| Kuwait Airways                  | 1. Kuwejt |
| Libyan Airlines                 | 1. Trypolis |
| Libyan Wings                    | 1. Trypolis |
| LOT                             | 1. Gdańsk (od 14 stycznia 2026) 2. Kraków 3. Warszawa-Chopin |
| Lufthansa                       | 1. Frankfurt |
| Mahan Airlines                  | 1. Teheran-Imam Khomeini |
| MedSky Airways                  | 1. Misrata 2. Trypolis |
| Meraj Airlines                  | 1. Teheran-Imam Khomeini |
| MIAT Mongolian Airlines         | 1. Ułan Bator |
| Middle East Airlines            | 1. Bejrut |
| Norwegian Air Shuttle           | Sezonowo: 1. Oslo-Gardermoen |
| Nouvelair                       | 1. Safakis 2. Tunis |
| Oman Air                        | 1. Maskat |
| Pakistan International Airlines | 1. Islamabad |
| Pegas Fly                       | Sezonowo: 1. Moskwa-Szeremietiewo |
| Pegasus Airlines                | 1. Izmir |
| Pobeda                          | 1. Kazań 2. Machaczkała 3. Moskwa-Wnukowo 4. Stawropol 5. Władykaukaz 6. Wołgograd |
| Qanot Sharq                     | 1. Karszy 2. Namangan 3. Samarkanda 4. Taszkent |
| Qatar Airways                   | 1. Doha |
| Qeshm Air                       | 1. Teheran-Imam Khomeini |
| Red Wings                       | 1. Czelabińsk 2. Kazań 3. Machaczkała 4. Moskwa-Domodiedowo 5. Moskwa-Żukowskij 6. Nalczyk 7. Niżniekamsk 8. Niżny Nowogród 9. Orenburg 10. Perm 11. Samara 12. Stawropol 13. Tiumeń 14. Ufa 15. Władykaukaz 16. Jekaterynburg |
| Rossija                         | 1. Moskwa-Szeremietiewo 2. Sankt Petersburg |
| Royal Air Maroc                 | 1. Casablanca 2. Tanger Sezonowo: 1. Oujda |
| Royal Jordanian                 | 1. Amman |
| S7 Airlines                     | 1. Moskwa-Domodiedowo 2. Nowosybirsk |
| SalamAir                        | 1. Maskat |
| Saudia                          | 1. Dżudda 2. Medyna 3. Neom Bay 4. Rijad |
| SCAT Airlines                   | 1. Aktau 2. Aktobe 3. Ałmaty 4. Astana 5. Atyrau 6. Szymkent |
| Sichuan Airlines                | 1. Chengdu-Tianfu |
| Singapore Airlines              | 1. Singapur |
| Sky Express                     | 1. Ateny |
| Somon Air                       | 1. Duszanbe 2. Chodżent |
| Southwind Airlines              | 1. Mińsk |
| Taban Air                       | 1. Teheran-Imam Khomeini |
| TAROM                           | 1. Bukareszt-Otopeni |
| Thai Airways International      | 1. Bangkok-Suvarnabhumi |
| Transavia                       | 1. Bordeaux 2. Lyon 3. Montpellier 4. Nantes 5. Paryż-Orly 6. Strasburg |
| Tunisair                        | 1. Tunis |
| Turkish Airlines                | 1. Abidżan 2. Abu Zabi 3. Abudża 4. Akra 5. Adana 6. Addis Abeba 7. Adıyaman 8. Ağrı 9. Aleksandria 10. Algier 11. Ałmaty 12. Amman 13. Amsterdam 14. Ankara 15. Antalya 16. Antananarywa 17. Akaba 18. Aktau 19. Aszchabad 20. Asmara 21. Astana 22. Ateny 23. Atlanta 24. Bagdad 25. Bahrajn 26. Baku 27. Bamako 28. Bangkok-Suvarnabhumi 29. Bandżul 30. Barcelona 31. Bari 32. / Bazylea 33. Basra 34. Batman 35. Batumi 36. Pekin 37. Bejrut 38. Belgrad 39. Bengazi 40. Berlin 41. Bilbao 42. Billund 43. Bingöl 44. Birmingham 45. Biszkek 46. Bodrum 47. Bogota 48. Bolonia 49. Bordeaux 50. Boston 51. Brema 52. Bruksela 53. Bukareszt 54. Budapeszt 55. Buenos Aires 56. Buchara 57. Kair 58. Çanakkale 59. Cancún 60. Kapsztad 61. Caracas 62. Casablanca 63. Katania 64. Chicago-O’Hare 65. Kiszyniów 66. Kluż-Napoka 67. Kolonia/Bonn 68. Kolombo 69. Konakry 70. Konstanca 71. Konstantyna 72. Kopenhaga 73. Kotonu 74. Dakar-Diass 75. Dalaman 76. Dallas-Fort Worth 77. Damaszek 78. Dammam 79. Dar es Salaam 80. Delhi 81. Denizli 82. Denpasar 83. Denver 84. Detroit 85. Dhaka 86. Diyarbakır 87. Dżibuti 88. Doha 89. Douala 90. Dubaj 91. Dublin 92. Durban 93. Duszanbe 94. Düsseldorf 95. Edynburg 96. Edremit 97. Elazığ 98. Entebbe 99. Irbil 100. / Ercan 101. Erzican 102. Erzurum 103. Fergana 104. Frankfurt 105. Freetown 106. Gandża 107. Gaziantep 108. Gazipaşa 109. Genewa 110. Göteborg 111. Guangzhou 112. Hakkari 113. Hamburg 114. Hanower 115. Hanoi 116. Hatay 117. Hawana 118. Helsinki 119. Ho Chi Minh 120. Hongkong 121. Houston-Intercontinental 122. Hurghada 123. Iğdır 124. Isfahan 125. Islamabad 126. Isparta 127. Izmir 128. Dżakarta 129. Dżudda 130. Johannesburg 131. Dżuba 132. Kabul 133. Kahramanmaraş 134. Karaczi 135. Kars 136. Kastamonu 137. Katmandu 138. Kayseri 139. Kazań 140. Kigali 141. Kilimandżaro 142. Kinszasa 143. Kirkuk 144. Konya 145. Kraków 146. Kuala Lumpur 147. Kütahya 148. Kuwejt 149. Lagos 150. Lahaur 151. Lipsk/Halle 152. Libreville 153. Lizbona 154. Lublana 155. Londyn-Gatwick 156. Londyn-Heathrow 157. Londyn-Stansted (od 18 marca 2026) 158. Los Angeles 159. Luanda 160. Lusaka 161. Luksemburg 162. Lyon 163. Madryt 164. Malabo 165. Malaga 166. Malatya 167. Male 168. Malta 169. Manchester 170. Manila 171. Maputo 172. Mardin 173. Marrakesz 174. Marsylia 175. Meszhed 176. Mauritius 177. Medyna 178. Melbourne 179. Merzifon 180. Meksyk 181. Miami 182. Mediolan-Malpensa 183. Mogadiszu 184. Mombasa 185. Montreal-Trudeau 186. Moskwa-Wnukowo 187. Mumbaj 188. Monachium 189. Muş 190. Maskat 191. Nairobi 192. Nadżaf 193. Nachiczewan 194. Neapol 195. Ndżamena 196. Nevşehir 197. Newark 198. Nowy Jork-JFK 199. Niamey 200. Nicea 201. Nawakszut 202. Norymberga 203. Oran 204. Ordu/Giresun 205. Osaka-Kansai 206. Oslo-Gardermoen 207. Wagadugu 208. Palermo 209. Panama 210. Paryż-Charles de Gaulle 211. Phnom Penh (od 10 grudnia 2025) 212. Phuket 213. Podgorica 214. Pointe-Noire 215. Port Harcourt 216. Port Sudan (od 4 sierpnia 2025) 217. Porto 218. Praga 219. / Prisztina 220. Ryga 221. Rijad 222. Rize/Artvin 223. Rzym-Fiumicino 224. Sankt Petersburg 225. Salzburg 226. Samarkanda 227. Samsun 228. San Francisco 229. Şanlıurfa 230. Santiago de Chile 231. São Paulo-Guarulhos 232. Sarajewo 233. Seattle-Tacoma 234. Seul-Inczon 235. Sewilla (od 17 września 2025) 236. Szanghaj-Pudong 237. Szardża 238. Szarm el-Szejk 239. Sziraz 240. Singapur 241. Synopa 242. Şırnak 243. Sivas 244. Skopje 245. Sofia 246. Sztokholm-Arlanda 247. Strasburg 248. Stuttgart 249. Sydney 250. Tebriz 251. Taif 252. Tajpej-Taiwan 253. Tallinn 254. Taszkent 255. Tbilisi 256. Teheran-Imam Khomeini 257. Saloniki 258. Tivat 259. Tokat 260. Tokio-Haneda 261. Tokio-Narita 262. Toronto-Pearson 263. Tuluza 264. Trabzon 265. Trypolis 266. Tunis 267. Turkiestan 268. Ułan Bator 269. Urgencz 270. Walencja 271. Wan 272. Vancouver 273. Warna 274. Wenecja 275. Wiedeń 276. Wilno 277. Warszawa-Chopin 278. Waszyngton-Dulles 279. Jaunde 280. Zagrzeb 281. Zanzibar 282. Zonguldak 283. Zurych Sezonowo: 1. Cebu 2. Dubrownik 3. Mahé 4. Moroni 5. Ochryda 6. Rovaniemi |
| Turkmenistan Airlines           | 1. Aszchabad |
| Ural Airlines                   | 1. Moskwa-Domodiedowo 2. Moskwa-Żukowskij 3. Soczi |
| Uzbekistan Airways              | 1. Buchara 2. Fergana 3. Samarkanda 4. Taszkent 5. Urgencz |
| Vueling                         | 1. Barcelona |
| Wizz Air                        | 1. Budapeszt 2. Jassy 3. Londyn-Gatwick 4. Londyn-Luton |
| Yazd Airways                    | 1. Teheran-Imam Khomeini |